# Deir al-Dubban
Deir al-Dubban ou Deir Doubban (en arabe : دير الدبان) est un ancien petit village arabe palestinien qui se trouvait à 26 kilomètres au nord-ouest d'Hébron. Le village a perdu sa population lors de la guerre de 1948.

## Toponymie
Le nom du village signifie littéralement « couvent des mouches »,. Une origine possible de ce nom est le culte que les anciens habitants du lieu rendaient à Ba'l Zaboub (« Seigneur des mouches »), une divinité cananéenne majeure.

## Emplacement
Le site du village se trouve entre Jérusalem et Ashkelon ; la localité moderne de Luzit (en) est établie à proximité.

## Histoire

### Islam des premiers siècles
Moshe Sharon (en), professeur d'histoire islamique ancienne à l'Université hébraïque, a examiné les inscriptions trouvées dans les grottes de Deir al-Dubban : Il les date du début du huitième siècle au début du dixième siècle de notre ère.

### Époque ottomane

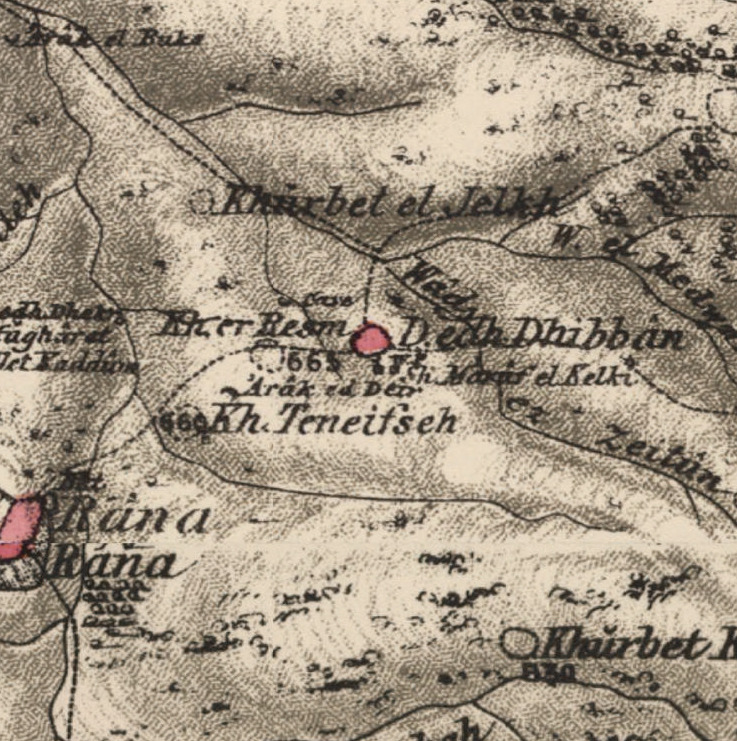
Deir al-Dubban et ses environs sur une carte des années 1870.

Incorporé à l'Empire ottoman en 1517, avec toute la Palestine, le village apparait dans les registres fiscaux de 1596 à l'intérieur de la nahié (« sous-district ») d' Al-Quds, avec une population de 72 ménages musulmans, soit environ 396 personnes. Les villageois payaient un impôt au taux fixe d'un tiers sur le blé, l'orge, les oliviers, les arbres fruitiers, les vignobles, les chèvres et les ruches, pour  un total de 14 005 akçe . La moitié des rentrées fiscales était allouée à un waqf.
Edward Robinson rapporte être passé à Deir al-Dubban en 1838, alors qu'il était en route pour examiner des cavernes proches,. Il le mentionne en tant que village musulman, situé dans le district de Gaza.
Victor Guérin, visitant le village en 1863, y dénombre « sept ou huit familles de pauvres fellahs », tandis qu'une liste officielle de villages ottomans établie dans les années 1870 y compte 24 maisons et une population masculine de 79 hommes,. En 1882, le Survey of Western Palestine (en) du PEF note que le village semble établi sur un site ancien et qu'il s'y trouve de grandes cavernes, ainsi qu'un puits à l'ouest. Charles Warren relève dans les grottes des inscriptions apparemment écrites en syriaque, par-dessus l'une desquelles une croix byzantine est gravée.
En 1896, la population du village était estimée à 249 personnes.

### Mandat britannique
Sous le mandat britannique, l'agriculture pluviale et l'élevage constituaient les principales activités économiques de Deir al-Dubban. Selon une pratique coutumière, les terres agricoles étaient divisées entre parcelles est et ouest ; une parcelle était plantée pendant une saison déterminée, tandis que l'autre restait en jachère. À côté des terres labourées se trouvaient des vergers de figuiers et des vignobles à raisins.
Selon le recensement de la Palestine de 1922, conduit par les autorités mandataires britanniques, Dair al-Dubban avait alors une population de 454 habitants, tous musulmans, passés lors du recensement de 1931 de la Palestine à 543, également tous musulmans, pour 112 maisons habitées.
Dans les statistiques de 1945 (en), Deir al-Dubban comptait une population de 730 musulmans,  et une superficie de 7 784 dounams. 5358 dounams étaient utilisés pour les céréales, tandis que 58 dounams étaient classés en terres bâties (urbaines).

### Guerre de 1948 et État d'Israël
Pendant la guerre israélo-arabe de 1948, le 24 octobre, les forces israéliennes appartenant à la brigade Guivati ont pris Deir ad-Dubban au cours d'une poussée vers le nord, dans le cadre de l'opération Yoav. Morris donne les 23 et 24 octobre comme dates de la dépopulation du village. La plupart des habitants ont fui avant l'arrivée des forces israéliennes, ceux qui sont restés ont été expulsés.
Le moshav de Luzit s'est établi en 1955 sur la partie nord-est des anciennes terres du village. Une partie du parc Britannia (en) s'y trouve également.
Selon l'historien palestinien Walid Khalidi, en 1992, « les anciennes routes du village sont facilement identifiables. Il y a aussi des vestiges de terrasses en pierre et une grotte ».